# Grb Pule
| Povijesni grb |  | Svečani grb |
| povijesni grb |  | svečani grb |

Grb Pule štit je zelene boje u kojem je latinski križ zlatne (žute) boje. Krakovi križa dodiruju rub štita. Grb Grada je povijesni grb Grada Pule koji je postao službenim 1990. godine. Grb se koristi na način kojim se ističe tradicija i dostojanstvo Grada Pule.
Za svečanu službenu uporabu ističe se grb na renesansnom štitu posebno oblikovan (uglovi, sredina gornjeg ruba i dno su zašiljeni), obrubljen i odozgo ukrašen bočnim uvojcima i središnjim stiliziranim cvijetom ljiljana povezan s križem bijelom lentom na postamentu.
Grb Pule sličan je drugim jednostavnim grbovima s križem tako čestim u Istri, ali ipak kombinacija boja ovdje je jedinstvena - u zelenom štitu zlatni križ.

## Blazoniranje i konstrukcija
Grb Grada je povijesni grb Grada Pule. Grb Grada Pule je štit zelene boje u kojem je latinski križ zlatne (žute) boje. Krakovi križa dodiruju rub štita. Omjer širine i visine štita je 5:6 modularnih jedinica. Debljina kolca i grede jednaka je 1 modularnoj jedinici. Greda križa udaljena je od gornjeg ruba štita 2 modularne jedinice. Kolac križa udaljen je od lijeve i desne ivice štita 2 modularne jedinice.

### Boje
Prikaz tonova boja na grbu i zastavi nije precizno određen u posebnoj odluci Gradskog vijeća. U grafičkim materijalima ovisno o modelu boja najčešće su zastupljeni sljedeći tonovi:
| Boja          | Prikaz | Pantone | CMYK         | RGB       | HTML kôd |
| ------------- | ------ | ------- | ------------ | --------- | -------- |
| zelena        |        | 356 C   | 87-33-100-17 | 41-115-59 | #29733B  |
| žuta (zlatna) |        | 1235 C  | 0-33-100-0   | 250-181-0 | #FAB500  |

## Grb Pule u vrijeme SFRJ
Nakon Drugog svjetskog rata Pula je prestala koristiti svoj povijesni grb s križem, a umjesto njega koristio se grb sa štitom plave boje na kojem se nalazio prikaz Arene u bijeloj boji. Ispod Arene, pri dnu grba, nalazile su se četiri valovite pruge bijele boje. U gornjem lijevom uglu, gledano heraldički, bila je prikazana petokraka zvijezda crvene boje.

## Zastava Pule
Zastava grada Pule je pravokutnik zelene boje u kojem je latinski križ zlatne (žute) boje. Krakovi križa dodiruju rubove zastave. Omjer dužine i visine (širine) zastave je 2:1, odnosno 10:5 modularnih jedinica. Debljina kolca i grede križa jednaka je 1 modularnoj jedinici. Greda križa udaljena je od koplja (tj. od lijeve ivice) 3 modularne jedinice. Kolac križa udaljen je od gornje i donje ivice zastave po 2 modularne jedinice.
Zastava Pule također je netipična, iskačući iz obrasca utvrđenog za hrvatske gradske zastave, prema kojem zastave moraju biti jednobojne s grbom.

## Galerija
- zeleno-zlatna inačica
- konstrukcija grba
- 3D inačica grba
- zastava Pule
- konstrukcija zastave
- okomito položena zastava
- službeni grb i logotip
- zastava Pule u razdoblju SFRJ

## Vanjske poveznice
|  | Zajednički poslužitelj ima još gradiva o temi grb grada Pule |